# فندق متروبول، فيينا

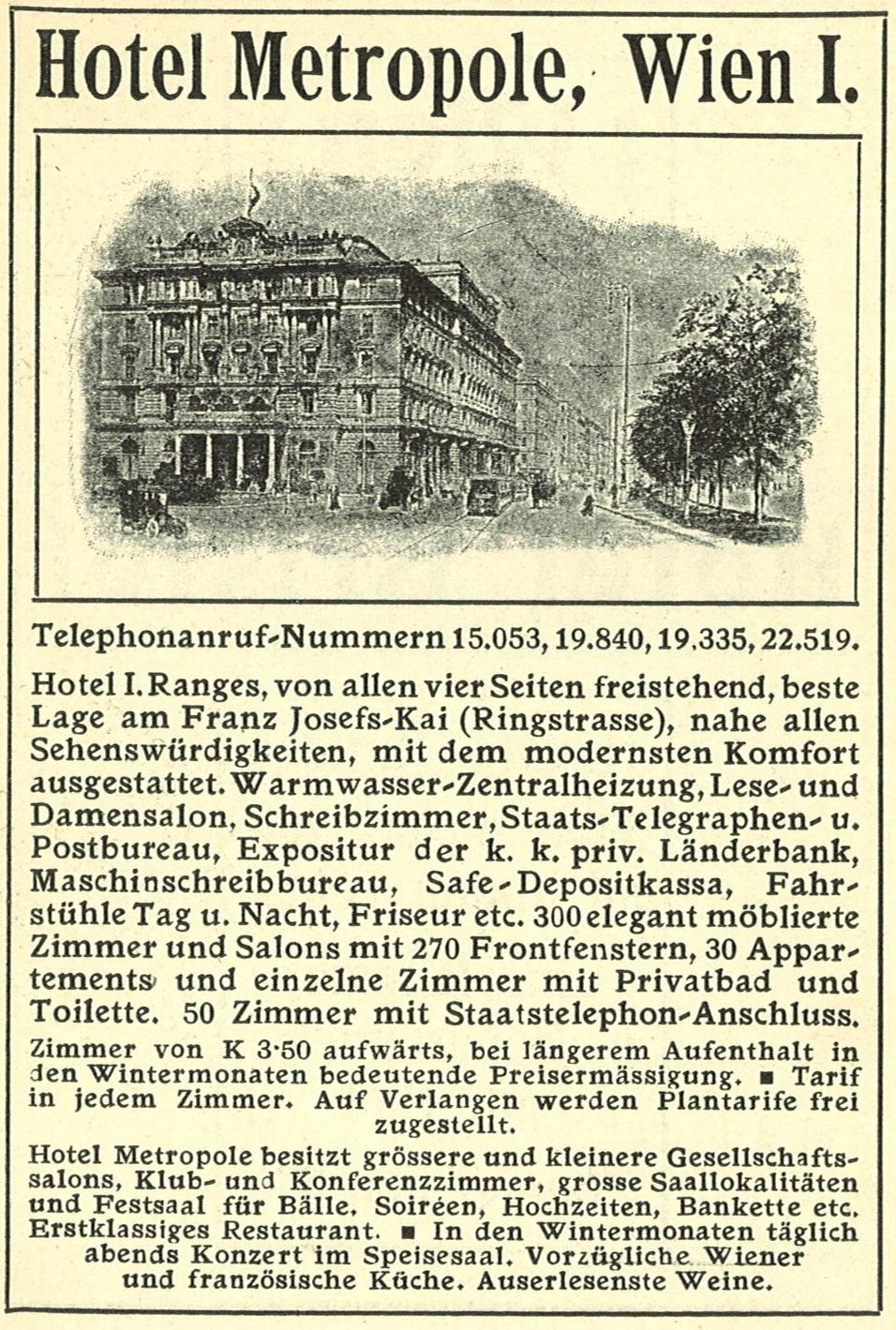
الإعلان عن الفندق

فندق متروبول فندقًا في فيينا، النمسا تم بنائه في الفترة 1871-1873. تم تدميره خلال الحرب العالمية الثانية بعد أن كان مقرًا لفيستو في فيينا عام 1938. وكان عنوان Morzinplatz، في I. منطقة Innere شتات.